# Anis Dargaa
Anis Dargaa, né en 1972 à Liège, est un artiste peintre et sculpteur surréaliste belge.

## Biographie
Anis Dargaa naît en 1972 à Liège.
Il étudie huit ans à l'Académie royale des beaux-arts de Liège.
Anis Dargaa est peintre, lithographe et sculpteur.
En 2019 l'artiste fête ses 30 ans de carrière et organise pour cette grande occasion une rétrospective de ses plus belles œuvres à la Galerie By Culture Liège. Ses œuvres sont vendues à l'international.

## Prix et récompenses
- Prix de la ville de Cannes[6]
- Prix du haut patrimoine français[7]
- prix du meilleur artiste international de l'UNESCO[7]